# أوران ديمازيس
أوران ديمازيس، اسم مستعار لهنرييت ماري لويز بوركرت (4 سبتمبر 1904 - 25 ديسمبر 1991)، هي ممثلة فرنسية من مواليد مدينة وهران الحزائرية.

## وصلات خارجية
أورين ديمازيس على موقع IMDb (الإنجليزية)
- أورين ديمازيس على موقع ألو سيني (الفرنسية)
- أورين ديمازيس على موقع ميوزك برينز (الإنجليزية)
- أورين ديمازيس على موقع أول موفي (الإنجليزية)
- أورين ديمازيس على موقع قاعدة بيانات الأفلام السويدية (السويدية)
- أورين ديمازيس على موقع ديسكوغز (الإنجليزية)
- أورين ديمازيس على موقع قاعدة بيانات الفيلم (الإنجليزية)
- أورين ديمازيس على موقع كينوبويسك (الروسية)